# Placea lutea
Placea lutea är en amaryllisväxtart som beskrevs av Rodolfo Amando Philippi. Placea lutea ingår i släktet Placea och familjen amaryllisväxter. Inga underarter finns listade i Catalogue of Life.